# Lophostoma
Lophostoma is een geslacht van zoogdieren uit de familie van de bladneusvleermuizen van de Nieuwe Wereld (Phyllostomidae). De wetenschappelijke naam van het geslacht werd in 1836 gepubliceerd door Alcide d'Orbigny.

## Soorten
Er worden 8 soorten in dit geslacht geplaatst:
- Lophostoma brasiliense Peters, 1867
- Lophostoma carrikeri (J. A. Allen, 1910)
- Lophostoma evote (W. B. Davis & D. C. Carter, 1978)
- Lophostoma kalkoae Velazco & A. L. Gardner, 2012
- Lophostoma nicaraguae (G. G. Goodwin, 1942)
- Lophostoma occidentale (W. B. Davis & D. C. Carter, 1978)
- Lophostoma schulzi (Genoways & S. L. Williams, 1980)
- Lophostoma silvicola d'Orbigny, 1836